# Бедеј (Атлантски Пиринеји)
Бедеј (фр. Bédeille) насеље је и општина у југозападној Француској у региону Аквитанија, у департману Атлантски Пиринеји која припада префектури По.
По подацима из 2011. године у општини је живело 194 становника, а густина насељености је износила 50,39 становника/km². Општина се простире на површини од 4 km². Налази се на средњој надморској висини од 355 метара (максималној 374 m, а минималној 276 m).

## Демографија
| 1962. | 1968. | 1975. | 1982. | 1990. | 1999. | 2011. |
| ----- | ----- | ----- | ----- | ----- | ----- | ----- |
| 177   | 157   | 153   | 198   | 204   | 200   | 194   |

График промене броја становника у току последњих година